# Cóndores de Plata
Los Cóndores de Plata es el nombre con el que se presentó una escuadrilla acrobática, dependiente del Grupo N.º 7 de Aviación de la Fuerza Aérea de Chile. Estuvieron en funcionamiento entre 1958 hasta 1967. Por sus logros de acercamiento de la Institución a la ciudadanía, se les considera precursores directos de la Escuadrilla de Alta Acrobacia Halcones.

## Historia
A pesar de que la Fuerza Aérea de Chile realizaba ejercicios de acrobacia en aeronaves existentes (AT-6 Texan y P-47D Thunderbolt), hasta fines de la década de 1950 no se contaba con una escuadrilla específica para ello.
La llegada del Lockheed F-80 Shooting Star al Grupo N.º 7, significó que dicha agrupación contaba con el material más moderno del país (era el segundo jet operativo en Chile después del DH-115 Vampire). Como una forma de hacer gala de ello y mostrar el material a los habitantes del país, es que en 1958 el Capitán de Bandada Carlos Desgroux C. sugiere al alto mando la creación de una Escuadrilla de Acrobacia, que fue bautizada como Cóndores de Plata. Desgroux asume el liderazgo del equipo, mientras que dos oficiales se alternan en las acrobacias como solo.
En sus aviones F-80, los Cóndores estuvieron realizando presentaciones entre 1958 hasta 1967 maravillando tanto a civiles como a militares con sus increíbles acrobacias. Sin embargo, el 21 de marzo de 1967 con ocasión del 37° aniversario de la Institución, realizan su última presentación, tras lo cual se decide desactivar la Escuadrilla, debido a que el material de vuelo contaba con muchas horas y se había planificado su traslado progresivo a otros grupos de aviación (Puerto Montt y Punta Arenas). Tras una pausa en la cual la FACh, no activa un grupo acrobático, en 1981 los Halcones son los encargados de realizar dicha labor.

## Aeronaves
Debido a la corta existencia del equipo acrobático, solamente realizaron uso del material Lockheed P-80 Shooting Star, los cuales fueron entregados con muy pocas horas de vuelo al país, como parte del programa de asistencia militar de Estados Unidos.
Las aeronaves eran pertenecientes al Grupo de Aviación N.º 7 , sin embargo, este grupo quedaría sin aeronaves en septiembre de 1967, debido al traslado de las unidades a otros grupos de aviación, como asimismo debido al reemplazo por los entonces novísimos Hawker Hunter en el Grupo de Aviación N.º 7.

## Pilotos
Los integrantes de la escuadrilla, vestían para sus presentaciones un buzo de color negro y en sus cascos llevaban el número de "Condor".
El listado de quienes integraron la escuadrilla a lo largo de su vida activa, se encuentra en la tabla a continuación: 
| Piloto                    | Posición          | Grado                     | Período |
| ------------------------- | ----------------- | ------------------------- | ------- |
| Rodolfo Matthei Aubel     | Formación (líder) | Capitán de Bandada        | 1958-   |
| Leopoldo Porras Z.        | Formación         | Teniente                  | 1958-   |
| Luciano Bonacic-Doric G.  | Formación         | Teniente                  | 1958-   |
| Fernando Silva C.         | Formación         | Teniente                  | 1958-   |
| Emilio López S.           | Solo              | Capitán de Bandada        | 1958-   |
| Eduardo Virrueta de la H. | Solo              | Teniente                  | 1958-   |
| Mario Jiménez V.          |                   | Teniente                  |         |
| Patricio Araya U.         |                   | Teniente                  |         |
| Hernán Pérez de Tudela J. | Formación (Lider) | Comandante de Escuadrilla | 1965    |
| Renato Valenzuela R.      |                   | Comandante de Escuadrilla | 1965    |
| Arturo Silva L.           |                   | Capitán de Bandada        |         |
| Jaime Estay V.            |                   |                           |         |
| Oscar Cortes O.           |                   | Teniente                  |         |
| Hugo Sage S.              |                   |                           |         |
| Mario Silva P.            |                   |                           |         |
| Marcial Vargas del C.     |                   | Comandante de Escuadrilla |         |
| Juan González F.          |                   | Capitán de Bandada        |         |
| Enrique Fernández C.      |                   | Teniente                  |         |
| Washington Tamayo D.      |                   | Comandante de Escuadrilla |         |
| Juan Bulo Z.              |                   | Teniente                  |         |